# 4-я кавалерийская дивизия (Российская империя)
4-я кавалерийская дивизия — кавалерийское соединение в составе Русской императорской армии. Входила в 6-го армейский корпус.

## История дивизии

### Формирование
Сформирована 27 июля 1875 года в ходе общей реорганизации кавалерии в составе двух бригад (по 2 полка в каждой): 2-я бригада прежней 2-й кавалерийской дивизии дополнена донским казачьим полком, переформирована и названа 4-й кавалерийской дивизией. 19 февраля 1877 года включена в состав сформированного тогда же 4-го армейского корпуса и расквартирована в Виленском военном округе. К 1897 году переведена в Варшавский военный округ и к 1 сентября 1900 года включена в состав 6-го армейского корпуса.

### Боевые действия
Участвовала в русско-турецкой войне 1877-1878 года. В апреле 1878 года в составе 4-го корпуса была выдвинута к Дунаю, сменив 11-ю кавалерийскую дивизию в с. Пелишат. В том же году дивизия участвовала во взятии Этрополя, в осаде Плевны, во взятии перевала Братешка и горы Греата, в занятии Балканского перевала и во взятии Филиппополя.
В ходе Первой мировой войны дивизия в июле 1914 года развернулась на западной границе, прикрывая развертывание 2-й армии. В составе той же армии участвовала в Восточно-Прусской операции. На первом этапе наступления охраняла правый фланг 6-го корпуса со стороны Мазурских озер и поддерживала связь между 6-м и 2-м корпусом. 26 августа занимала позиции у Зенсбурга. 29 августа дивизия получила приказ наступать из района восточнее Ортельсбурга в направлении на Пассенгейм и Вартенбург. Вечером того же дня дивизия выдвинулась двумя колоннами на Граммен (2-я бригада с двумя пулемётами) и на Иоганнисталь, Георгенсгут и Пассенгейм (4-й драгунский полк с четырьмя пулемётами, усиленный 8-й конной батареей). В 21:30 в районе имения Давидсгоф авангард 2-й бригады был обстрелян противником, и после получасовой перестрелки бригада повернула на Иоганнисталь, где соединилась со второй колонной. Тем же вечером в районе Георгенсгут головные дозоры дивизии обнаружили наличие германской пехоты и артиллерии. Командир дивизии генерал Толпыго, не пытаясь установить силы и расположение противника, приказал отступить, минуя Ортельсбург к Ваврохен, куда дивизия прибыла к 6:15 утра 30 августа.
23 сентября 1914 года передана в 10-ю армию Северо-Западного фронта. 24 мая 1915 года передана в состав вновь сформированной 5-й армии Северо-Западного фронта. Участница Митаво-Шавельской операции в июле - начале августа 1915 г.
11 августа 1915 года при разделении Северо-Западного фронта передана в состав Северного фронта и к лету 1916 года вошла в состав резервного 1-го кавалерийского корпуса.
В январе 1918 года части 4-й кавалерийской дивизии приняли участие в Донбасско-Донской операции (январь-февраль 1918) на стороне войск СНК. Стрелковый полк дивизии (а позже, и другие части этого подразделения) входил в состав колонны Сиверса, которая вела бои на Таганрогском направлении и столкнулась с оперативным сводным отрядом Добровольческой армии под общим командованием полковника Кутепова. Бои были ожесточённые, обе стороны применяли расправы над пленными.

### Расформирование
3 апреля 1918 г. дивизия была расформирована (приказом №144 Московского областного комиссариата по военным делам).

## Состав дивизии
на 1 августа 1914 года:
- 1-я бригада (Белосток)
  - 4-й драгунский Новотроицко-Екатеринославский генерал-фельдмаршала князя Потёмкина-Таврического полк
  - 4-й уланский Харьковский полк
- 2-я бригада (Белосток)
  - 4-й гусарский Мариупольский генерал-фельдмаршала князя Витгенштейна полк
  - 4-й Донской казачий графа Платова полк
- 4-й конно-артиллерийский дивизион (Белосток)

## Командование дивизии
(Командующий в дореволюционной терминологии означал временно исполняющего обязанности начальника или командира. Должности начальника дивизии соответствовал чин генерал-лейтенанта, и при назначении на эту должность генерал-майоров они оставались командующими до момента своего производства в генерал-лейтенанты).

### Начальники (командующие) дивизии
- 27.07.1875 — 10.09.1877 — генерал-лейтенант Крылов, Евгений Тимофеевич
- 10.09.1877[12] — хх.хх.1878 — генерал-майор (с 16.04.1878 генерал-лейтенант) Арнольди, Александр Иванович
- хх.хх.1878 — 26.06.1883 — генерал-лейтенант Папа-Афанасопуло, Георгий Ильич
- 26.06.1883 — 07.01.1892 — генерал-майор (c 30.08.1886 генерал-лейтенант) Струков, Александр Петрович
- 22.01.1892 — 03.08.1897 — генерал-майор (с 30.08.1894 генерал-лейтенант) Тимирязев, Николай Аркадьевич
- 12.09.1897 — 02.03.1899 — командующий генерал-майор Чарковский, Пётр Владимирович
- 02.04.1899 — 04.04.1901 — генерал-майор (с 06.12.1900 генерал-лейтенант) Скалон, Георгий Антонович
- 07.05.1901 — 29.11.1903 — генерал-лейтенант Сахаров, Владимир Викторович
- 24.12.1903 — 21.11.1906 — генерал-лейтенант фон Бадер, Эдмунд Карлович
- 06.12.1906 — 01.05.1910 — генерал-лейтенант Гарнак, Александр Леонтьевич
- 01.05.1910 — 19.06.1912 — генерал-лейтенант Ванновский, Борис Петрович
- 22.06.1912 — 15.10.1914 — генерал-лейтенант Толпыго, Антон Александрович
- 15.10.1914 — 18.04.1917 — генерал-лейтенант Ванновский, Борис Петрович (вторично)
- 19.04.1917 — 21.08.1917 — командующий генерал-майор Свешников, Николай Львович
- 21.08.1917 — 30.12.1917 — командующий генерал-майор Фёдоров, Александр Ипполитович

### Начальники штаба дивизии
- 27.07.1875 —  после 01.05.1878 — полковник фон дер Лауниц,Василий Емельянович
- до 25.09.1878 — хх.12.1879 — и. д. подполковник Кублицкий, Пётр Софронович
- 23.12.1879 — 04.06.1882 — полковник Зоммер, Михаил Карлович
- 26.07.1882 — 19.12.1884 — полковник Пневский, Вячеслав Иванович
- 07.01.1885 — 03.03.1894[13] — полковник фон Эссен, Павел Емельянович
- 06.03.1894 — 10.06.1894 — полковник Карандеев, Валериан Александрович
- 21.06.1894 — 02.12.1896 — полковник Рутковский, Пётр Константинович
- 02.12.1896 — 22.03.1901 — полковник Шейдеман, Сергей Михайлович
- 27.05.1901 — 09.06.1903 — полковник Жегочев, Борис Константинович
- 14.06.1903 — 24.10.1910 — подполковник (с 06.12.1903 полковник) Мартынов, Анатолий Иванович
- 24.12.1910 — 28.06.1912 — полковник Каньшин, Пётр Павлович
- 17.07.1912 — 16.04.1914 — полковник Махов, Михаил Михайлович
- 21.04.1914 — 21.01.1915 — полковник Линицкий, Александр Иванович
- 20.02.1915 — 05.01.1916 — и. д. подполковник Гребенщиков, Сергей Яковлевич
- 19.01.1916 — 12.07.1916 — полковник Кулжинский, Сергей Николаевич
- 03.08.1916 — 11.10.1917 — подполковник (с 15.08.1916 полковник) Леонтьев, Михаил Евгеньевич

### Командиры 1-й бригады
- 27.07.1875 — 04.10.1877[14] — генерал-майор Леонтьев, Владимир Николаевич
- 17.10.1877 — 10.08.1885 — генерал-майор барон Мейендорф, Николай Егорович
- 10.08.1885 — 21.04.1886 — генерал-майор Курнаков, Николай Васильевич
- 13.05.1886 — хх.05.1889 — генерал-майор Свиты Е. И. В. Парфёнов, Александр Демидович
- 17.05.1889 — 10.02.1891 — генерал-майор Адеркас, Владимир Владимирович
- 17.02.1891 — 27.01.1895 — генерал-майор Пильсудский, Александр Мечиславович
- 03.03.1895 — 30.01.1902 — генерал-майор фон Бадер, Эдмунд Карлович
- 10.03.1902 — 03.02.1904 — генерал-майор фон Крузенштерн, Николай Фёдорович
- 04.02.1904 — 02.12.1904 — генерал-майор князь Мышецкий, Пётр Николаевич
- 09.12.1904 — 04.12.1907 — генерал-майор Савенков, Фёдор Андреевич
- 06.12.1907 — 31.12.1913[15] — генерал-майор Красовский, Бронислав Иванович
- 31.12.1913 — после 10.07.1916 — генерал-майор Каяндер, Евгений Фёдорович

### Командиры 2-й бригады
- 27.07.1875 — после 01.04.1880 — генерал-майор Макаров, Павел Павлович
- 29.05.1880 — 14.07.1883 — генерал-майор Ребиндер, Александр Максимович
- 14.07.1883 — 10.08.1885 — генерал-майор Хрущёв, Пётр Николаевич
- 10.08.1885 — 26.07.1895 — генерал-майор Баронч, Александр Антонович
- 31.07.1895 — 19.08.1896 — генерал-майор Бенкендорф, Александр Александрович
- 13.11.1896 — 29.05.1897 — генерал-майор Дубенский, Александр Николаевич
- 12.06.1897 — 11.04.1905 — генерал-майор Гульковский, Николай Николаевич
- 20.05.1905 — 20.04.1906 — генерал-майор Мейнард, Вальтер Вальтерович
- 20.04.1906 — 03.10.1906 — генерал-майор Гурко, Василий Иосифович
- 03.10.1906 — 04.07.1907 — генерал-майор Медведев, Николай Александрович
- 06.12.1907 — 29.05.1910 — генерал-майор Толпыго, Антон Александрович
- 29.05.1910 — 01.08.1913[16] — генерал-майор Фальковский, Иван Амвросьевич
- 30.08.1913 — 06.06.1915 — генерал-майор Мартынов, Анатолий Иванович
- 06.06.1915 — 14.04.1917 — генерал-майор Будберг, Анатолий Александрович
- 14.04.1917 — 27.06.1917 — полковник Пулевич, Вениамин Михайлович
- 22.08.1917 — хх.хх.хххх — генерал-майор фон Круг, Виктор Платонович

### Дивизионная артиллерия
17 августа 1875 г. к вновь сформированной 4-й кавалерийской дивизии были приписаны 7-я и 8-я конно-артиллерийские батареи.

#### Командиры 7-й конно-артиллерийской батареи
- 29.09.1875 — 07.11.1876 — капитан (с 25.10.1875 подполковник) Егунов, Константин Алексеевич
- 07.11.1876 — 18.09.1883 — капитан (с 09.12.1876 подполковник) Муромцев, Владимир Семёнович

### Командиры 4-го конно-артиллерийского дивизиона
- 06.05.1895 — 30.09.1898 — полковник Шепелев-Воронович, Александр Михайлович
- 22.10.1898 — 21.11.1901 — полковник Сухин, Лев Николаевич
- 24.12.1901 — 18.05.1905 — полковник Пржедпельский, Евгений Генрихович
- 27.06.1905 — 03.07.1907 — полковник фон Гилленшмидт, Александр Фёдорович
- 18.07.1907 — 26.05.1908 — полковник Кильхен, Сергей Сергеевич
- 18.06.1908 — 13.01.1914 — полковник Захарченко, Иван Александрович
- 13.01.1914 — 22.02.1916 — полковник Латухин, Владимир Коронатович
- 04.05.1916 — 24.02.1917 — полковник Левицкий, Александр Александрович
- 28.04.1917 — хх.хх.хххх — полковник Пассек, Василий Васильевич

## Известные люди, служившие в дивизии
- Семён Тимошенко — В 1915 году окончил полковую и образцовую пулемётную школу. Участвовал в Первой мировой войне, был пулемётчиком в составе 4-й кавалерийской дивизии на Юго-Западном и Западном фронтах. Награждён за храбрость Георгиевскими крестами (солдатский «Егорий») трёх степеней.